# Bandbon-e Beneksar
Bandbon-e Beneksar (persiska: بندبن بنکسر) är en ort i Iran.   Den ligger i provinsen Gilan, i den norra delen av landet, 180 km nordväst om huvudstaden Teheran. Bandbon-e Beneksar ligger 89 meter över havet och antalet invånare är 206.
Terrängen runt Bandbon-e Beneksar är varierad.Runt Bandbon-e Beneksar är det ganska tätbefolkat, med 134 invånare per kvadratkilometer. Närmaste större samhälle är Rūdsar, 14,3 km norr om Bandbon-e Beneksar. I omgivningarna runt Bandbon-e Beneksar växer i huvudsak blandskog.